# Riksväg 66
Der Riksväg 66 ist eine schwedische Fernverkehrsstraße in Västmanlands län und Dalarnas län.

## Verlauf

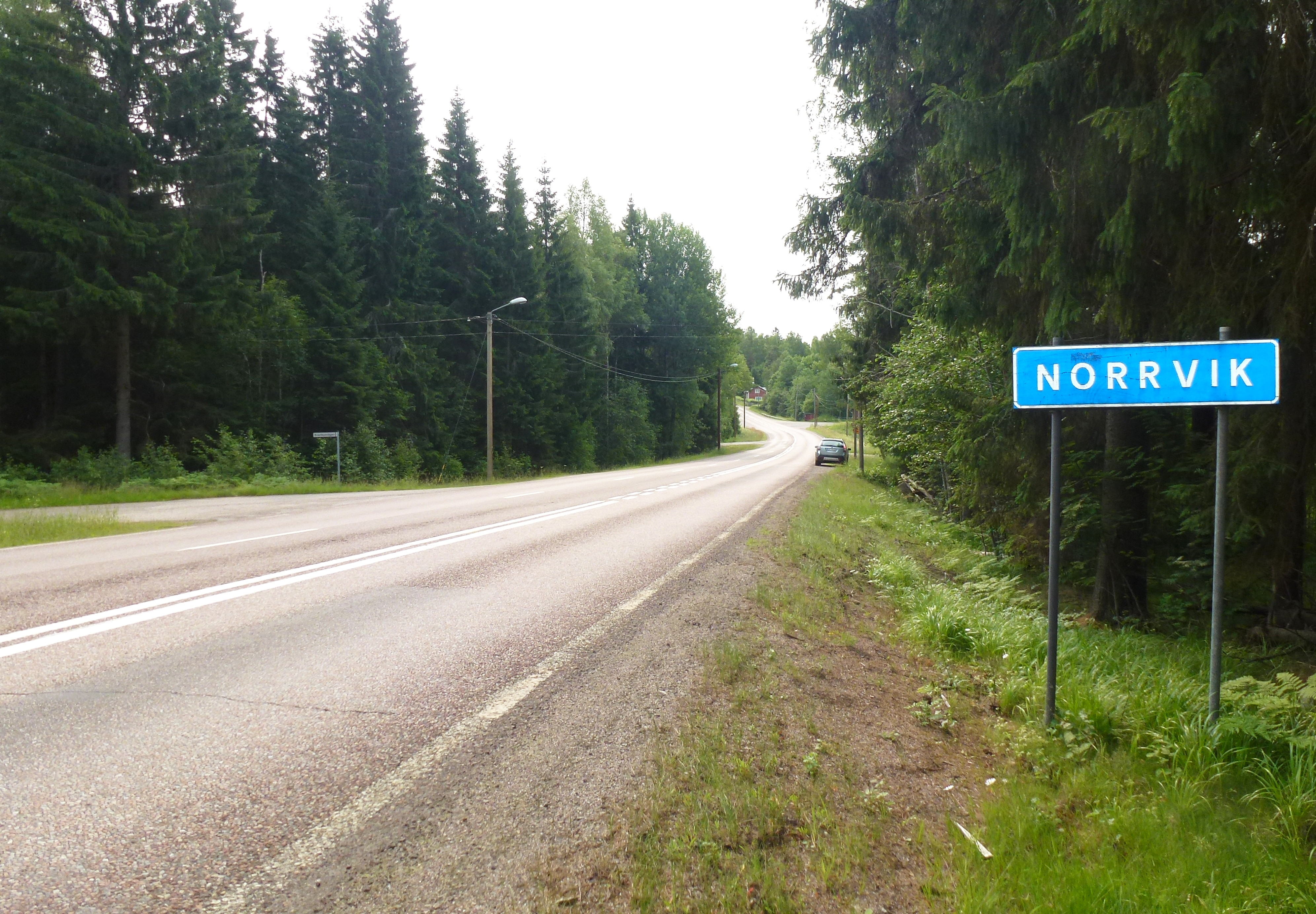
Die Straße bei Norrvik (2013)

Die Straße zweigt in Västerås vom Europaväg 18 ab und verläuft nach Nordwesten über Fagersta, wo sie den Riksväg 68 kreuzt, Ludvika, wo der Riksväg 50 gequert wird, und Björbo, wo sie auf den Europaväg 16 trifft, mit dem sie über Vansbro, wo der Riksväg 26 gekreuzt wird, nach Malung. Dort endet der gemeinsame Verlauf mit dem Europaväg 16, der gemeinsam mit dem Europaväg 45 nach Südwesten abbiegt. Der Riksväg 66 verläuft weiter in nordnordwestlicher Richtung dem Västerdalälven aufwärts folgend nach Dälen, wo er den Fluss verlässt und nach Westnordwesten zur schwedisch-norwegischen Grenze in Bergulvkjølen vor dem Ort Støa in Norwegen weiterführt. Die Fortsetzung auf norwegischer Seite bildet der Riksvei 25.
Die Länge der Straße beträgt ohne den gemeinsamen Verlauf mit dem Europaväg 16 rund 258 km.

## Geschichte
Die Straße trägt ihre Bezeichnung seit dem Jahr 1992. Zuvor trug sie die Nummer 65, die zugunsten des schwedischen Anteils an der Europastraße 65 aufgegeben wurde.